# Битва при Аскалоне
Битва при Аскалоне (совр. Ашкелон) (12 августа 1099 года) — битва в рамках 1-го крестового похода (1096—1099) между объединённой египетской армией, посланной халифом Каира и мусульманскими отрядами из Сирии — с одной стороны, и армией крестоносцев под предводительством Готфрида Бульонского, Раймунда Тулузского, Танкреда Тарентского, Роберта Нормандского и др.

## Предпосылки
Крестоносцы вели переговоры с фатимидами на продолжении всего похода к Иерусалиму, но не достигли желаемых результатов: фатимиды были готовы отказаться от Сирии, но не от Палестины. Таким образом крестоносцы направились к Иерусалиму и Гробу Господню. Осада Иерусалима привела к падению города 15 июля 1099 года. Вскоре крестоносцы узнали, что армия фатимидов стала выдвигаться к ним.
Крестоносцы действовали быстро. Готфрид Бульонский был назван Защитником Гроба Господня 22 июля, Арнульф де Роол, который принял 1 августа титул патриарха Иерусалимского, 5 августа нашел часть животворящего креста. Посланники фатимидов прибыли в город с просьбой его покинуть, но крестоносцы проигнорировали требования. 10 августа Готфрид Бульонский повел оставшихся в городе крестоносцев в направлении Аскалона, в то время как Пётр Пустынник, который являлся представителем и римско-католической и греко-православной церкви, повел процессию с молитвами к Гробу Господню и к Святому храму на Храмовой горе.
Роберт II, граф Фландрии и Арнульф де Роол сопровождали Готфрида, в то время как Раймунд Тулузский и Роберт Куртгёз остались: вероятно из-за споров с Готфридом или из-за желания дождаться собственных разведчиков, которые должны были принести вести о передвижениях египетского войска. Как только они удостоверились в продвижении армии Египта, они на следующий же день выступили в путь. Недалеко от Рамлы они встретили Танкреда Тарентского и старшего брата Готфрида Евстахия, который месяцем ранее вышел в путь для завоевания Наблуса. Во главе войска Арнульф нес части животворящего креста, за ним хронист Раймунд Ажильский нёс останки копья святого Маврикия, обнаруженного годом ранее в Антиохии.

## Битва при Аскалоне
Во главе войска фатимидов стоял визирь Малик аль-Афдал, у него было около 20 тыс. человек. (По другим источникам: 30 тыс., в «Деянии Франков» обозначена цифра в 100 тыс., а Эккехард из Ауры даже называет цифру в 500 тыс.) Его армия состояла из сельджуков, арабов, персов, армян, курдов и эфиопов. Он хотел осадить крестоносцев в Иерусалиме, хоть у него и не было осадных орудий; у него был флот, который стоял в порту Аскалона. Реальное число крестоносцев неизвестно, капеллан Раймунда Тулузского Раймунд Ажильский сообщал цифру в 1200 рыцарей и 9 тыс. пеших солдат. Самые грубые подсчеты называют цифру в 20 тыс. человек, но по оценкам современников эта цифра нереальна для того периода крестовых походов.
Аль-Афдал расположился с войском в долине Аль-Майдал рядом с Аскалоном. Он не планировал долго задерживаться, а сразу выступить на Иерусалим и взять город осадой, совершенно не полагая, что крестоносцы готовы к его приходу. 11 августа крестоносцы обнаружили за пределами города огромное количество волов, овец, верблюдов и коз, которые должны были послужить пищей лагерю фатимидов. Крестоносцы забрали всех животных с собой и поставили их в ряды своего войска, чтобы оно выглядело более многочисленным, чем есть на самом деле.

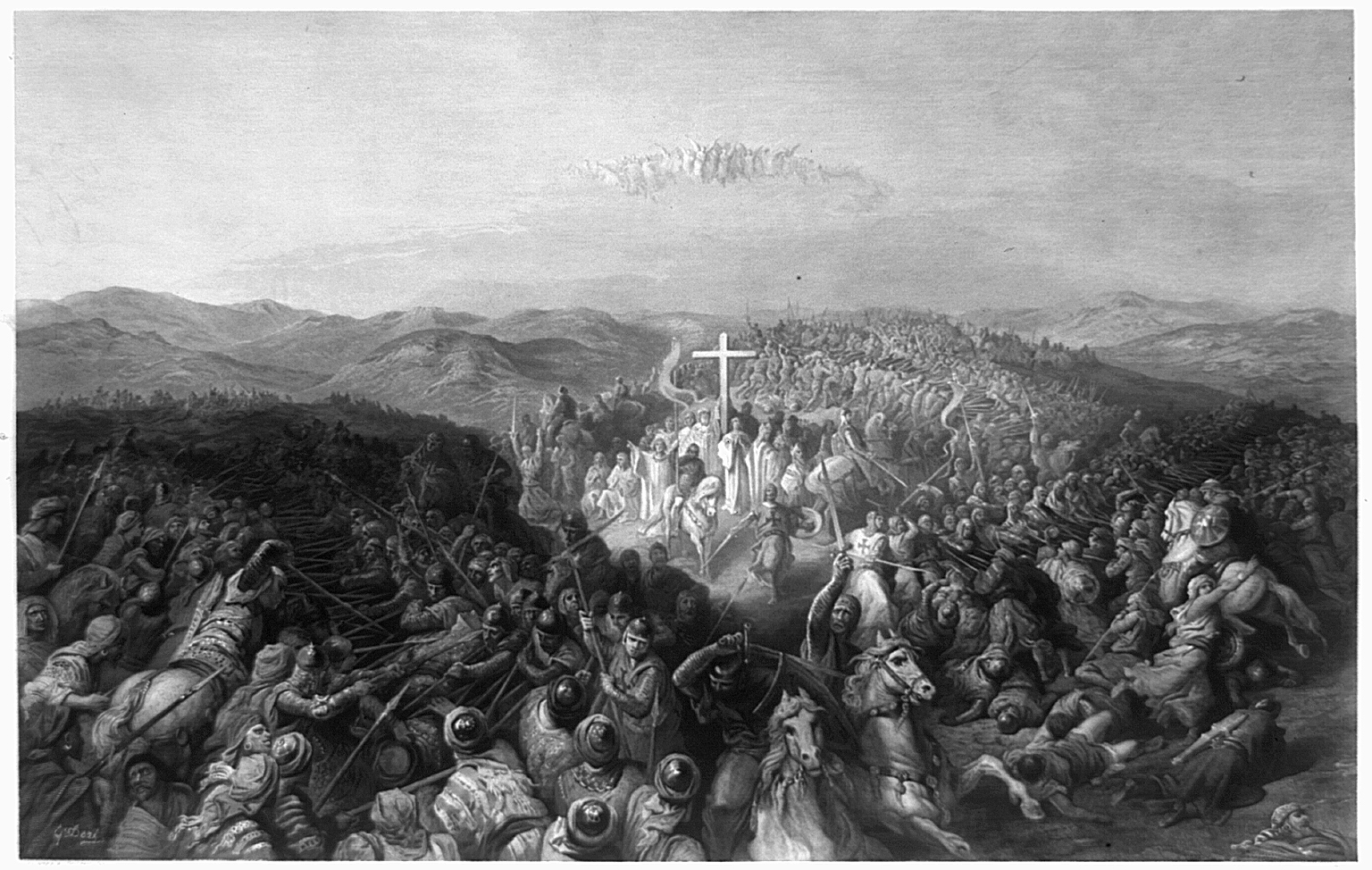
Битва при Аскалоне. Гравюра Густава Доре

Утром 12 августа христиане узнали точные сведения о расположении армии фатимидов. Крестоносцы разделили своё войско на девять частей. Готфрид Бульонский повел левый фланг, Раймунд Тулузский — правый, Танкред Тарентский, Евстахий, Роберт Куртгёз и Гастон IV де Беарн руководили центром. Кроме того, каждую часть разделили еще на две, и пехота двинулась вперед.
Большинство источников (как христианских так и мусульманских) сообщают, что фатимидов застали врасплох, и битва была короткой. Но Альберт Аахенский однако отмечает, что мусульмане были хорошо подготовлены и бой длился долго. Две основные части противников довольно долго посылали друг в друга стрелы, до тех пор пока не сошлись достаточно близко для сражения на копьях. Эфиопы напали на центр крестоносцев, авангард фатимидов врезался в спину арьергарду крестоносцев, но вынужден был отступить после появления Готфрида Бульонского.
Несмотря на численное превосходство армии аль-Афдала, фатимиды не могли сравниться ни храбростью ни силой с турками-сельджуками, с которыми крестоносцы встречались ранее. Битва была закончена раньше, чем успела вмешаться тяжелая кавалерия фатимидов. Аль-Афдал и его воины в панике побежали к укрепленному Аскалону. Раймунд и его люди загоняли фатимидов в море, некоторые забирались на деревья и были убиты стрелками, другие были убиты во время отступления в город. Аль-Афдал покинул лагерь и все своё богатство, которое разделили между собой Роберт Куртгёз и Танкред. Потери крестоносцев остались неизвестными; по разным источникам, потери египтян составили от 10 до 12 тыс. человек.

## Последствия
Крестоносцы провели в покинутом лагере всю ночь, ожидая новой атаки, но наутро увидели как все оставшееся войско фатимидов отступает в сторону Египта. Аль-Афдал бежал морем. Крестоносцы взяли все, что смогли унести, остальное сожгли. 13 августа они вернулись в Иерусалим, где после долгого празднования Готфрид и Раймунд начали спор, кому достанется Аскалон. Жители Аскалона готовы были сдать город только Раймунду Тулузскому, опасаясь резни, какая была устроена армией Готфрида Бульонского во время захвата Иерусалима.
Готфрид, увидев тулузское знамя над крепостью, потребовал, чтобы Аскалон, как город, зависимый от Иерусалима, перешёл к нему. В результате конфликта, возникшего между руководителями похода, Раймунд вместе с графом Фландрии и герцогом Нормандии сняли осаду и отвели свои войска. Готфрид, не имея возможности продолжать осаду с оставшимися войсками, также снял осаду.
После битвы многие крестоносцы вернулись назад в Европу, так как они считали свой обет выполненным. К концу года в Святой земле осталось всего несколько сотен рыцарей, но вскоре их ряды пополнили новые крестоносцы из Европы, воодушевленные успехами Первого крестового похода.
Аскалон остался под влиянием фатимидов и являлся базой мусульман для вторжения в Иерусалимское королевство. В последующие годы много битв проходило под стенами города, пока окончательно после длительной осады он не был взят крестоносцами в 1153 году.